# Ramón Navarrete

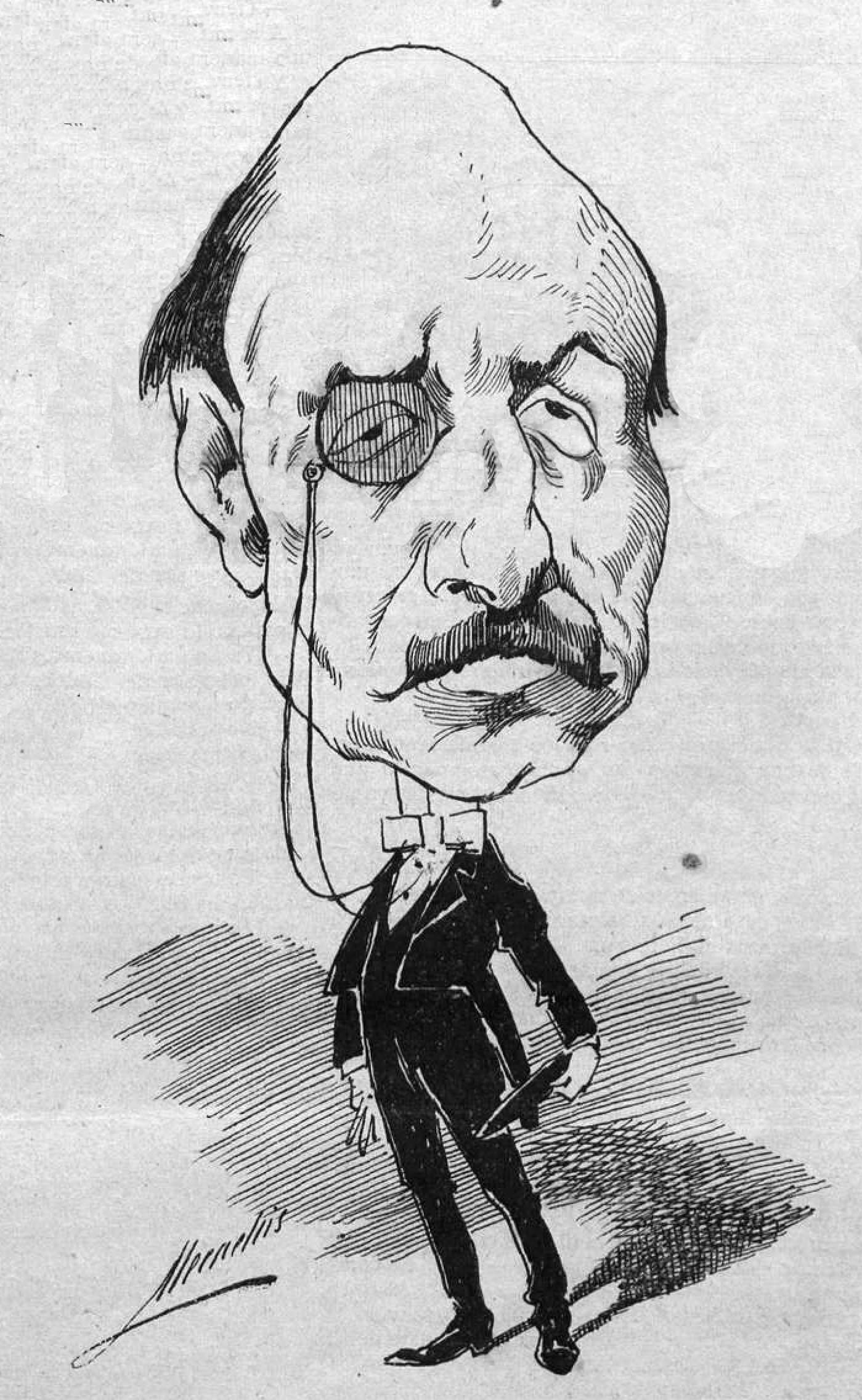
Ramón Navarrete.

Ramón de Navarrete y Fernández y Landa, född 1818 i Madrid, död där 1897, var en spansk författare under pseudonymerna Asmodeo, Marqués de Valle och Pedro Fernández.
Navarrete, som var överdirektör för nationaltryckeriet och många år direktör för Gaceta oficial, skrev mer än 100 arbeten för scenen, tusentals krönikor och otaliga cuentos. Han tillhörde samma litterära grupp som Lista och Espronceda. Hans första drama var Emilia (1834); av de övriga kan nämnas Don Rodrigo Calderón, Caprichos de la fortuna, Odio y amor, Una mujer misteriosa, Lobo y cordero, Los pavos reales, Los dominos blancos. Som prosadiktare gjorde Navarrete sig känd genom Creencias y desengaños Madrid y nuestro siglo (1845), Verdades y ficciones (1874), Suenos y realidades (1878), och av övriga arbeten kan nämnas El crimen de Villaviciosa (1883).